# Elstermühle Altherzberg
Die Elstermühle Altherzberg befand sich rechtsseitig der Schwarzen Elster in Altherzberg und wurde durch einen Nebenarm des Flusses mit Wasser versorgt.

## Geschichte
Ein genaues Datum zur Errichtung der Mühle ist nicht bekannt. Sie wurde jedoch bereits 1474 zusammen mit einem Freihof des Ortes genannt. 1525 wurde die Mühle durch die Stadt  Herzberg erworben. Im Jahr 1537 ließen die Tuchmacher der Stadt 579 Tuche in der Walke der Mühle bearbeiten. Während des Dreißigjährigen Krieges wurde die Mühle durch schwedische Truppen abgebrannt. Der Wiederaufbau erfolgte 1662 nach 31 Jahren.  Als Besitzer sind für die Jahre 1719 bis 1727 Thomas Schubert, 1727 bis 1766 Christian Kühne und 1767 bis 1768 Christoph Müller überliefert.

## Aufbau
Aus dem Mühlenregulativ von 1772 geht hervor, dass die Mühle neben drei Mahlgängen eine Ölmühle und Hirsestampfen an einer Welle mit zwei Vorgelegen an zwei Ziehpansterrädern hatte. Zwei  weitere Mahlgänge mit Vorgelege befanden sich an einem Stockpansterrad. Des Weiteren wurde eine Walkmühle und eine Schneidemühle an je einem Staberrad betrieben.

## Sonstiges
Nach einem Brand wurde das Mühlengebäude Ende des 19. Jahrhunderts in Klinkerbauweise neu errichtet. Ebenso wurde die Einrichtung der Mühle mit zwei Turbinen modernisiert. Mitte der 1920er Jahre musste der Mühlbetrieb eingestellt werden.  Die Einrichtung der Mühle wurde 1942 verkauft, der Mühlgraben nach dem Zweiten Weltkrieg verfüllt. 1963 erfolgte der Abriss des Mühlengebäudes, an dessen Stelle eine Fleischerei errichtet wurde.